# استیو کوپر (بازیکن فوتبال، زاده ۱۹۵۵)
استیو کوپر (انگلیسی: Steve Cooper؛ زادهٔ ۱۴ دسامبر ۱۹۵۵) بازیکن فوتبال اهل بریتانیا است.
از باشگاه‌هایی که در آن بازی کرده‌است می‌توان به باشگاه فوتبال تورکی یونایتد و باشگاه فوتبال سالتش یونایتد اشاره کرد.